# Відкрита архітектура
Відкрита архітектура — архітектура комп'ютера, периферійного пристрою або програмного забезпечення, на яку опубліковані специфікації, що дозволяє іншим виробникам розробляти додаткові пристрої до систем з такою архітектурою.

## Комп'ютери з відкритою архітектурою
- IBM PC